# Michelino Cucchiarella
Michelino Cucchiarella è un film del 1964, diretto da Tiziano Longo.